# Partido de Pinamar
Pinamar es uno de los 135 partidos de la provincia argentina de Buenos Aires. Posee varias localidades balnearias-turísticas de la costa del mar argentino y se encuentra 349 km al sudeste de la Ciudad Autónoma de Buenos Aires.
Se creó por escisión del Partido de Gral. Madariaga. Limita al norte con el Partido de la Costa, al sur con el Partido de Villa Gesell, al oeste con el Partido de Gral. Madariaga y en una cuádruple frontera al noroeste, con el Partido de General Lavalle. Su cabecera es la ciudad de Pinamar.

## Población
Según los resultados definitivos del censo de 2022 la población del partido alcanza los 39.449 habitantes.
| Población | 8.850 | 10.316  | 20.666   | 25.728 | 39.449 |
| Variación | -     | +93,69% | +100,32% | +24,5% | +53,3% |

Fuente: Instituto Nacional de Estadísticas y Censos, INDEC

## Localidades del Partido
De norte a sur:
- Montecarlo: Localidad fundada en 1912, pero que no posee edificaciones, usándose como reserva.
- Pinamar: La cabecera del partido. Esta ciudad es la más grande y la más turística del partido.
- Mar de Ostende: En el año 1993 se la declara como localidad. Tiene un centro de media cuadra.
- Ostende: Esta localidad es histórica, donde se concentra la mayor cantidad de población del partido.
- Valeria del Mar: Una localidad familiar, con aspecto residencial y barrios adornados con muchos árboles en las calles.

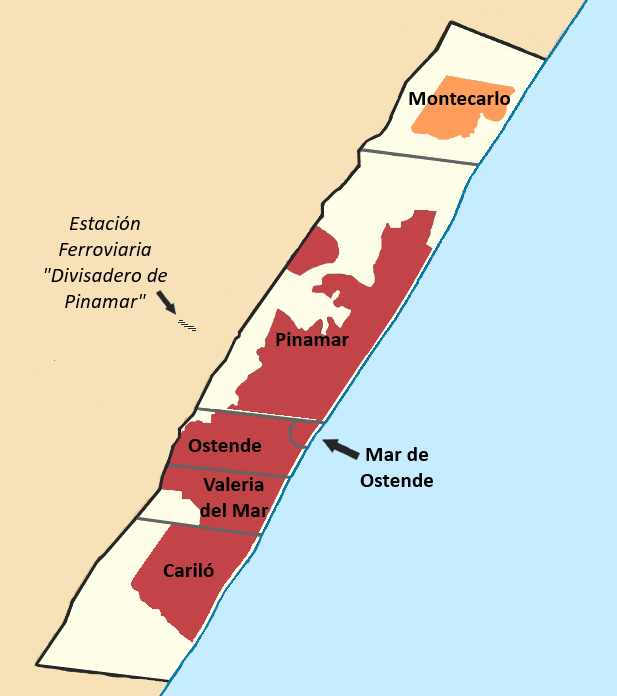

- Cariló: Esta es la última localidad del partido hacia el sur, es un gran bosque con hermosas e inmensas casas, calles de arena con varias curvas y zonas de reserva ecológica.

## Turismo
El partido de Pinamar es uno de los principales centro turísticos del país, cuenta con playas amplias y arenas limpias. Además, tiene una gran cantidad de balnearios y paradores.
Durante la temporada de verano la ciudad recibe más de 1 millón 600 mil visitantes. Es un lugar tanto para jóvenes como para familias, ya que tiene opciones para todos los gustos.

### Pinamar
Los encantos de esta ciudad balnearia no sólo son sus playas y bosques, sino que brinda algunos de los espectáculos y actividades más importantes del país.
- “Verano Planeta”: Es un evento organizado por la Editorial Planeta y patrocinado por una conocida entidad bancaria. Su objetivo es acercar los escritores más reconocidos de la literatura nacional con sus lectores. Se realiza una vez por semana, durante los meses de enero y febrero con entrada libre y gratuita.

En cuanto a los espectáculos teatrales se llevan a cabo en el Teatro Municipal de la Torre y en el Cine-Teatro Oasis.
- Seven de Rugby: Reúne a los protagonistas del rugby argentino en una competencia fuera del calendario oficial.

- Beach Polo: Se practica sobre la arena y su mayor atractivo es que el público puede apreciar de cerca todas las instancias del juego.

- Polo en la Herradura: Se realiza en el barrio privado La Herradura, un predio con extensos espacios verdes, un club house con restaurante y un centro hípico. La Herradura cuenta con dos campos de polo en óptimas condiciones. Allí se llevan a cabo importantes torneos en los que participan los equipos más reconocidos a nivel nacional y también internacional.

Entre otras actividades, se pueden realizar cabalgatas por los bosques y playas. Recorrer en cuatriciclos o camionetas 4 x 4 la frontera del partido, un lugar único en el que, entre dunas y espacios verdes, se puede disfrutar de una opción diferente.
El centro comercial de Pinamar se extiende por la Av. Arq. Jorge Bunge (principal de la ciudad) desde la Av. Enrique Shaw (hacia el oeste) y Del Libertador (hacia el este) y por estas hasta Av. Constitución. Además, hace algunos años que la ciudad tiene un nuevo centro en el norte, ubicado en Av. del Olimpo, entre Ilíada y Aquiles.
- “Pantalla Pinamar”: El Encuentro Cinematográfico Argentino-Europeo es organizado por el Instituto Nacional de Cine y Artes Audiovisuales (INCAA) junto a la Municipalidad de Pinamar, y se realiza hace 9 años consecutivos en la ciudad. El próximo año cumplirá su aniversario número 10.

En 2014, Pantalla se nutrirá con el más actual y mejor cine de la Argentina, del continente europeo y, también, procedente de otros países
Se llevará adelante desde el 8 hasta el 15 de marzo de 2014 y contará con las mejores proyecciones de los últimos años y de la actualidad.
Iglesias
- Parroquia Nuestra Señora de la Paz: Es la más grande y la principal del partido, está ubicada en la intersección de las avenidas Del Libertador y De Las Acacias.
- Capilla San José Obrero: Esta capilla de aspecto sencillo, se encuentra en el barrio San José, en las calles Del Lenguado y Apolo.
- Capilla Santa Teresa del Niño Jesús: Esta capilla, de estilo moderno, se encuentra en Pinamar Norte, en las calles Fragata La Victoria y Del Chingolo.

Espacios verdes
Pinamar está repleto de espacios públicos verdes, como plazas, plazoletas y parques, donde uno se puede sentar, descansar y reposar tranquilamente y disfrutar del paisaje natural.
- Plaza Primera Junta: Es la principal de Pinamar. Cuenta con una gran variedad de árboles y caminos internos. Esta plaza se encuentra en el centro de la ciudad, rodeada por las calles Marco Polo, Del Valle Fértil y Avenida Constitución.
- Plaza Independencia: Una lugar arbolado que cuenta con una famosa calesita y muchos juegos para niños. La plaza está rodeada por una feria de artesanías, un centro cultural, que era antes una terminal de ómnibus, y por las calles Del Valle Fértil, Del Lenguado y Del Pejerrey.
- Plaza Las Acacias: De aspecto barrial. Lleva su nombre gracias a la cantidad de acacias que hay en ella. Está rodeada por las calles Júpiter, De Los Patos, Del Melgacho y De Las Totoras.
- Plaza Italia: Antigua, llena de eucaliptos. Esta plaza tiene como fondo el Parque De La Familia, donde se encuentran los juegos bioorgánicos para niños. Se ubica entre las calles Marco Polo, Del Tuyu, Gulliver y Eolo.
- Plazoleta Ismael Barabino: A este pequeño espacio verde, ubicado en el medio de la Avenida Constitución entre Intermédanos y Apolo, llegaba el tren proveniente de Buenos Aires. Debe su nombre al primer jefe de estación que tuvo la ciudad.
- Plazoleta Arquitecto Jorge Bunge: Ubicada entre las Avenidas Arq. J. Bunge, De Las Artes y De La Sirena, tiene dos pequeños monumentos, el De Los Pioneros y el del Arquitecto Bunge, fundador de Pinamar.
- Parque Del Mar: es un amplio espacio público que abarca la Rotonda de las Av. del Mar y Bunge, donde hay una escultura "Dibujando Espacios" en el medio de la misma. También, un balneario, la radio “Estudio Playa” y un sitio para sentarse a descansar y tomar sol.

### Ostende
Es la localidad con más historia del partido. Sus playas con sus dunas originales están cubiertas por tamariscos, lo que las diferencian de las del centro y norte del partido de Pinamar. Ostende cumplió sus 100 años el 6 de abril de 2013. Nació como un proyecto de los belgas Fernando Robette y Agustín Poli, quienes en 1908 pretendían una ciudad similar a la de Ostende de Bélgica. Estos hombres compraron una zona de los terrenos de Manuel Guerrero con el objetivo de que este lugar se convirtiera en un centro turístico.
Los lugares turísticos más importantes y fundamentales para conocer la historia de Ostende son:
- La casa de la Elenita: En la década del 30 el Dr. Arturo Frondizi conoció las playas de la localidad y decidió construir una casa de madera frente al mar. Esta fue la primera vivienda de veraneo que tuvo la localidad y durante muchos años el expresidente pasó sus vacaciones, junto a su esposa, Elena Faggionato, su hija Elenita y su familia.

En el año 1993, María Mercedes Faggionato, sobrina política de Frondizi, decidió reconstruir la casa, ya que se encontraba en mal estado.
La llamada “Rambla de los Belgas”, antigua Rambla Sur de Ostende, que mantiene hoy sus 40 metros originales, es testigo de los orígenes de estos balnearios. Quienes caminen por las playas de Ostende serán sorprendidos por un conjunto de pierdas. Esa estructura es la vieja Rambla.
En 1912 comenzó la construcción de esta rambla emplazada en el centro de este hemiciclo. Los pináculos de aquella obra oculta sobresalieron por muchos años, debido al avance de la arena. Entre 1992 y 1993 se realizaron trabajos para descubrirla y, por medio de una ordenanza, el Honorable Concejo Deliberante de Pinamar la declaró “Sitio Histórico Municipal” en 1995.
- “Viejo Hotel Ostende”: en el proyecto de los belgas Robette y Poli estaba prevista la construcción de un hotel de más de 80 habitaciones, el “Hotel Termas”, que luego se convertiría en el “Viejo Hotel Ostende”.

Este sitio también es conocido como el “hotel de los fantasmas”. Siempre fue frecuentado por escritores, quienes allí se inspiraron para escribir algunas de sus obras. Es el caso del escritor de “El Principito”, Antoine de Saint-Expéry, quien redactó sus primeros textos durante sus dos veraneos en Argentina. Se hospedó en la habitación 51, lugar que hoy está recreado tal como lo dejó él. Además, las paredes del bar mantienen las copias de los bocetos de su obra. Asimismo, Adolfo Bioy Casares y Silvina Ocampo escribieron la novela policial “Los que aman, odian”, cuya trama transcurre en el hotel.
- Casa de Los Monjes Carmelitas: La orden de los padres carmelitas decidió destinarla al descanso y retiro espiritual. Con posterioridad, éstos desempeñaron la tarea de asistir espiritualmente a todos los habitantes del lugar que requirieran sus servicios. Tras varios años, la congregación dejó de considerarla como un lugar de descanso y prefirieron venderla.

- Casa de Fernando Robette: Este hombre construyó su casa en 1912 pero en 1914 regresó a Francia y abandonó la propiedad.

- Albergue de la Juventud: Comenzó su construcción en 1928 bajo la dirección del arquitecto Huguier. Formaba parte de un fabuloso proyecto de urbanización del que sólo se construyó la onceava parte. Es de estilo ecléctico francés. Su primer destino fue el de Hotel, denominado “Atlantic Palace”. Fue vendido sucesivamente hasta que en la actualidad lo posee la Asociación Argentina de Albergues Juveniles.

### Cariló
Pinos, aromos y acacias rodean Cariló, uno de los lugares más hermosos y exclusivos que tiene este país. En esta localidad se puede disfrutar de playas amplias que, con tres balnearios y un parador, ofrecen servicios de carpas y actividades como el surf a cargo de profesores para los más chicos. Sus restaurantes permanecen abiertos día y noche durante todo el verano y los fines de semana el resto del año.
Gracias a su belleza natural, a su cercanía con la ciudad de Buenos Aires y que ofrece servicios de primer nivel, este lugar apostó a al mercado corporativo y logró obtener turismo todo el año. Ofrece los mejores salones para realizar congresos y convenciones en un entorno único frente al mar.
En cuanto a las actividades que se pueden realizar, las principales son al aire libre. Por ejemplo, el Bosque Aéreo, ubicado en centro comercial, promueve el entretenimiento de toda la familia. Los recorridos constan de una serie de circuitos instalados a diferentes alturas. Es un lugar mágico con puentes, pasarelas, tirolesas y escaladores, donde los más chicos pueden crear sus propias aventuras rodeados de la naturaleza. También, Cariló tiene su plaza “Guerrero”, donde los juegos están hechos exclusivamente de madera.
En este lugar se le da suma importancia a lo cultural. Aquellos que gusten del arte podrán disfrutar de exposiciones y de los “Conciertos en el Bosque”, programa musical de alto nivel que se realiza todos los veranos desde 1996. Los conciertos se llevan a cabo en enero y febrero en los principales hoteles de la localidad y en el Club Cariló Tennis.
Uno de los deportes más importantes que se practican es el Golf. La cancha cuenta con una serie de variables en el diseño que confunden y exigen. Tiros ciegos, doglegs a derecha e izquierda, desniveles marcados, fairways con áreas de aterrizaje de dirve de variada superficie y estrategia, greens francos de muy buen rodamiento y velocidad, y un “rough leñoso” compuesto por el bosque de pinos que le da un carácter sumamente especial a todo el complejo.
Otra cita imperdible es el centro comercial, que combina rusticidad y sofisticación. Cuenta con más de 20 galerías, en las que se encuentran las principales marcas de indumentaria y la mejor gastronomía.
Cariló está dedicado a todas aquellas personas que buscan estar en contacto con la naturaleza y poder desconectarse de la rutina de la ciudad. La armonía de este lugar hace que su estadía en el sea única.

## Listado de intendentes desde 1983
| Intendente                     | Mandato                                           | Partido                                 |
| Juan Pedro Actis Caporale      | 10 de diciembre de 1983 – 10 de diciembre de 1987 | Unión Cívica Radical                    |
| Francisco Pascual Scoganamillo | 10 de diciembre de 1987 – 10 de diciembre de 1991 | Unión Cívica Radical                    |
| Blas Antonio Altieri           | 10 de diciembre de 1991 – 10 de diciembre de 2007 | Movimiento Unión del Partido de Pinamar |
| Roberto Porretti               | 10 de diciembre de 2007 – 12 de junio de 2008     | Partido Justicialista                   |
| Rafael De Vito                 | 12 de junio de 2008 – 30 de marzo de 2010         | Partido Justicialista                   |
| Blas Antonio Altieri           | 30 de marzo de 2010 – 10 de julio de 2012         | Movimiento Unión del Partido de Pinamar |
| Hernán Muriale                 | 10 de julio de 2012 – 25 de agosto de 2014        | Movimiento Unión del Partido de Pinamar |
| Pedro Elizalde                 | 25 de agosto de 2014 – 10 de diciembre de 2015    | Movimiento Unión del Partido de Pinamar |
| Martín Yeza                    | 10 de diciembre de 2015 – 10 de diciembre de 2023 | Propuesta Republicana                   |
| Juan Manuel Ibarguren          | 10 de diciembre de 2023 – presente                | Propuesta Republicana                   |

## Hermanamientos
La ciudad de Pinamar ha firmado vínculos de cooperación perdurables, en carácter de hermanamientos, con las siguientes ciudades:
- Deauville, Calvados, Francia (enero de 2017)[7]